# Матилда
Вижте пояснителната страница за други значения на Матилда.
Матилда е американски фантастичен филм от 1996 г., режисиран от Дани де Вито, въз основа на романа Матилда от Роалд Дал.

## Сюжет
Матилда е едно момиченце, което още преди да тръгне в първи клас прочита всички книги от обществената библиотека. Може да смята с големи числа и да чете гладко без да се запъва. Тя е единствената, която може да се опълчи на директор Трънчбул – злата директорка на училището.

## Актьорски състав
- Мара Уилсън – Матилда Уормуд
- Дани де Вито – Хари Уормуд
- Риа Пърлман – Зина Уормуд
- Ембет Дейвиц – Г-жа Дженифър Хъни
- Пам Ферис – Агата Трънчбул
- Брайън Левинсън – Майкъл Уормуд
- Пол Рубенс – ФБР агент Боб
- Трейси Уолтър – ФБР агент Бил
- Киами Давъл – Лавандър
- Жаклин Стайгър – Аманда Трип
- Кира Спенсър Хесър – Хортенсия
- Джими Карз – Брус Буктрутър
- Джийн Спийгъл Хауърд – Г-жа Фелпс
- Марион Дуган – Готвачка
- Емили Еби – Маги
- Крейг Ламар Трейлър – Дете в класната стая
- Джон Ловиц – Мики